# Antonio da Negroponte
Fra Antonio da Negroponte  ou encore Antonios Chalkideus et Antonio Falier est un peintre italien de la première Renaissance actif dans la seconde moitié du XVe siècle.

## Biographie
Fra Antonio da Negroponte est un peintre originaire de Négrepont (Chalcis, dans l'île d'Eubée, actuellement en Grèce), alors colonie vénitienne. 
Il a été surtout actif à Padoue et à Venise et a peint dans le style du Quattrocento à la manière de Bartolomeo Vivarini.

## Œuvres
- La Madone sur le trône adorant l'Enfant Jésus, v. 1455, bois, 300 × 235 cm, Église San Francesco della Vigna, Venise[2]
- Vierge à l'Enfant sur le trône, Oratorio della Disciplina, Legnago.